# Верхнегутарское муниципальное образование
Верхнегутарское муниципальное образование — сельское поселение в Нижнеудинском районе Иркутской области Российской Федерации.
Административный центр — село Верхняя Гутара.

## Население
| 2010 | 2011 | 2012 | 2013 | 2014 | 2015 | 2016 |
| ---- | ---- | ---- | ---- | ---- | ---- | ---- |
| 403  | ↘402 | ↗410 | ↘401 | ↗405 | ↗417 | ↗418 |
| 2017 | 2018 | 2019 | 2020 | 2021 | 2024 |      |
| ↗420 | ↘414 | ↘410 | →410 | ↘329 | ↘314 |      |

## Состав сельского поселения
| № | Населённый пункт | Тип населённого пункта       | Население |
| - | ---------------- | ---------------------------- | --------- |
| 1 | Верхняя Гутара   | село, административный центр | ↘314      |